# Second Coming
| 전문가 평가                       | 전문가 평가 |
| 평가 점수                         | 평가 점수   |
| 출처                              | 점수        |
| --------------------------------- | ----------- |
| AllMusic                          | [ 3 ]       |
| The Encyclopedia of Popular Music | [ 4 ]       |
| Entertainment Weekly              | B−          |
| The Guardian                      | [ 6 ]       |
| Los Angeles Times                 | [ 7 ]       |
| NME                               | 6/10        |
| Q                                 | [ 9 ]       |
| The Rolling Stone Album Guide     | [ 10 ]      |
| Select                            | 4/5         |
| Spin                              | 6/10        |

《Second Coming》은 1994년 12월 5일, 게펀 레코드를 통해 발매된 영국의 록 밴드 스톤 로지스의 두 번째이자 마지막 스튜디오 음반이다. 1992년부터 1994년까지 슈롭셔주 오즈워스트리의 포지 스튜디오와 웨일스 몬머스 인근의 록필드 스튜디오에서 녹음되었다. 영국에서 플래티넘이 되어 전 세계적으로 100만 장 이상 판매되었으며 1993년 암으로 사망한 밴드 홍보 담당자 필립 홀에게 헌정되었다.

## 배경
이 음반은 당시 밴드의 시조가 된 데뷔 5년 후와 그 중 4년 동안 라이브 무대에서 탈퇴한 밴드의 엄청난 기대감으로 인해 큰 어려움을 겪었다. 《로스앤젤레스 타임스》의 팝 음악 평론가 로버트 힐번에 따르면 영국 언론에서는 데뷔 음반에 대한 높은 기대감으로 인해 밴드가 "자기 의심으로 마비되었다"는 추측이 있었다. 또한 스톤 로지스는 새로운 세대의 브릿팝 밴드와 경쟁해야 하는 변화된 음악 환경으로 돌아왔다. 이 음반은 영국 음반 차트에서 4위에 올랐다.
이 음반의 싱글 3곡(〈Love Spreads〉, 〈Ten Story Love Song〉, 〈Begging You〉)이 영국에서 발매되었다.

## 커버 아트
존 스콰이어가 제작한 음반 커버에는 사진, 커버 아트, 텍스트, 기호로 구성된 어두운 천 모양의 콜라주가 특징이다. 가장 주목할 만한 것은 뉴포트 타운 브리지에서 담배를 피우고 있는 사람들의 사진에서 가져온 돌로 만든 지천사이다. 원본 사진은 나중에 〈Love Spreads〉 싱글에 사용되었으며 CD 자체에도 단색으로 등장했다.
라이너 노트에는 어린 시절 밴드 멤버들의 흑백 사진이 담겨 있다.

## 곡 목록
모든 곡들은 특별한 언급이 없는 한 존 스콰이어에 의해 작사/작곡하였다.
| #   | 제목                     | 작사·작곡                                       | 재생 시간 |
| --- | ------------------------ | ----------------------------------------------- | --------- |
| 1.  | 〈Breaking into Heaven〉 |                                                 | 11:21     |
| 2.  | 〈Driving South〉        |                                                 | 5:09      |
| 3.  | 〈Ten Storey Love Song〉 |                                                 | 4:29      |
| 4.  | 〈Daybreak〉             | 이언 브라운, 게리 마운트필드, 스콰이어, 앨런 렌 | 5:24      |
| 5.  | 〈Your Star Will Shine〉 |                                                 | 2:59      |
| 6.  | 〈Straight to the Man〉  | 브라운                                          | 3:15      |
| 7.  | 〈Begging You〉          | 스콰이어, 브라운                                | 4:56      |
| 8.  | 〈Tightrope〉            |                                                 | 4:27      |
| 9.  | 〈Good Times〉           |                                                 | 5:40      |
| 10. | 〈Tears〉                |                                                 | 6:50      |
| 11. | 〈How Do You Sleep〉     |                                                 | 4:59      |
| 12. | 〈Love Spreads〉         |                                                 | 5:46      |
| 90. | 〈The Foz〉              | 브라운, 마운트필드, 스콰이어, 렌                | 6:26      |

- CD는 13~89번 트랙(그리고 91~99번 트랙)을 4초 무음 트랙으로 사용했다.

## 인증
| 국가                       | 인증        | 판매량/출하량 |
| -------------------------- | ----------- | ------------- |
| 영국 (BPI)                 | 2× 플래티넘 | 600,000*      |
| *판매량을 기반으로 한 인증 |             |               |